# RIPK2
RIPK2 (англ. Receptor interacting serine/threonine kinase 2) – білок, який кодується однойменним геном, розташованим у людей на короткому плечі 8-ї хромосоми. Довжина поліпептидного ланцюга білка становить 540 амінокислот, а молекулярна маса — 61 195.
| 10         |  | 20         |  | 30         |  | 40         |  | 50         |
| ---------- |  | ---------- |  | ---------- |  | ---------- |  | ---------- |
| MNGEAICSAL |  | PTIPYHKLAD |  | LRYLSRGASG |  | TVSSARHADW |  | RVQVAVKHLH |
| IHTPLLDSER |  | KDVLREAEIL |  | HKARFSYILP |  | ILGICNEPEF |  | LGIVTEYMPN |
| GSLNELLHRK |  | TEYPDVAWPL |  | RFRILHEIAL |  | GVNYLHNMTP |  | PLLHHDLKTQ |
| NILLDNEFHV |  | KIADFGLSKW |  | RMMSLSQSRS |  | SKSAPEGGTI |  | IYMPPENYEP |
| GQKSRASIKH |  | DIYSYAVITW |  | EVLSRKQPFE |  | DVTNPLQIMY |  | SVSQGHRPVI |
| NEESLPYDIP |  | HRARMISLIE |  | SGWAQNPDER |  | PSFLKCLIEL |  | EPVLRTFEEI |
| TFLEAVIQLK |  | KTKLQSVSSA |  | IHLCDKKKME |  | LSLNIPVNHG |  | PQEESCGSSQ |
| LHENSGSPET |  | SRSLPAPQDN |  | DFLSRKAQDC |  | YFMKLHHCPG |  | NHSWDSTISG |
| SQRAAFCDHK |  | TTPCSSAIIN |  | PLSTAGNSER |  | LQPGIAQQWI |  | QSKREDIVNQ |
| MTEACLNQSL |  | DALLSRDLIM |  | KEDYELVSTK |  | PTRTSKVRQL |  | LDTTDIQGEE |
| FAKVIVQKLK |  | DNKQMGLQPY |  | PEILVVSRSP |  | SLNLLQNKSM |  |            |

A: Аланін

C: Цистеїн

D: Аспарагінова кислота

E: Глутамінова кислота

F: Фенілаланін

G: Гліцин

H: Гістидин

I: Ізолейцин

K: Лізин

L: Лейцин

M: Метіонін

N: Аспарагін

P: Пролін

Q: Глутамін

R: Аргінін

S: Серин

T: Треонін

V: Валін

W: Триптофан

Кодований геном білок за функціями належить до трансфераз, кіназ, серин/треонінових протеїнкіназ, фосфопротеїнів. 
Задіяний у таких біологічних процесах, як апоптоз, адаптивний імунітет, імунітет, вроджений імунітет, альтернативний сплайсинг. 
Білок має сайт для зв'язування з АТФ, нуклеотидами. 
Локалізований у цитоплазмі.